# Principiul lanului
Principiul lanului este un film românesc din 1979 regizat de Adrian Petringenaru.